# 1949 في سويسرا
فيما يلي قوائم الأحداث التي وقعت خلال عام 1949 في سويسرا.

## رياضة
- 6 أغسطس – طواف سويسرا 1949 الفائزون إرنست ستيتلر، Martin Metzger [الإنجليزية]‏، جورج ايشليمان، غوتفريد ويلينمان الابن.

## مواليد

### يناير
- 20 يناير – باتريك فراي[1]

### فبراير
- 7 فبراير – دانييل جاندوبو لاعب كرة قدم سويسري.[2]

### أبريل
- 17 أبريل – فيرنر جيجير متسابق دراجات نارية سويسري.

### يوليو
- 21 يوليو – مريم جان فنانة سويسرية.[3]

### أكتوبر
- 13 أكتوبر – دانيال جيجير مبارز بالسيف سويسري.

### نوفمبر
- 7 نوفمبر – نيكولا ميشيل محامي سويسري.[4]

### ديسمبر
- 13 ديسمبر – رولف برنهارد منافِس أوليمبي سويسري.[5]
- 19 ديسمبر – يورغن شنايدر درّاج طريق سويسري.[6]
- 28 ديسمبر – برنسيس ياسمين أغا خان

## وفيات

### يناير
- 29 يناير – ثيودور ويرث (مواليد 1863) مهندس معماري سويسري.[7]

### أبريل
- 29 أبريل – يوهان ياكوب هس (مواليد 1866)[8]